# Плієго
Плієго (ісп. Pliego) — муніципалітет в Іспанії, у складі автономної спільноти Мурсія. Населення — 4045 осіб (2010).
Муніципалітет розташований на відстані близько 330 км на південний схід від Мадрида, 32 км на захід від Мурсії.

## Демографія
Динаміка населення (INE ):

## Галерея зображень

Розташування муніципалітету у провінції Мурсія
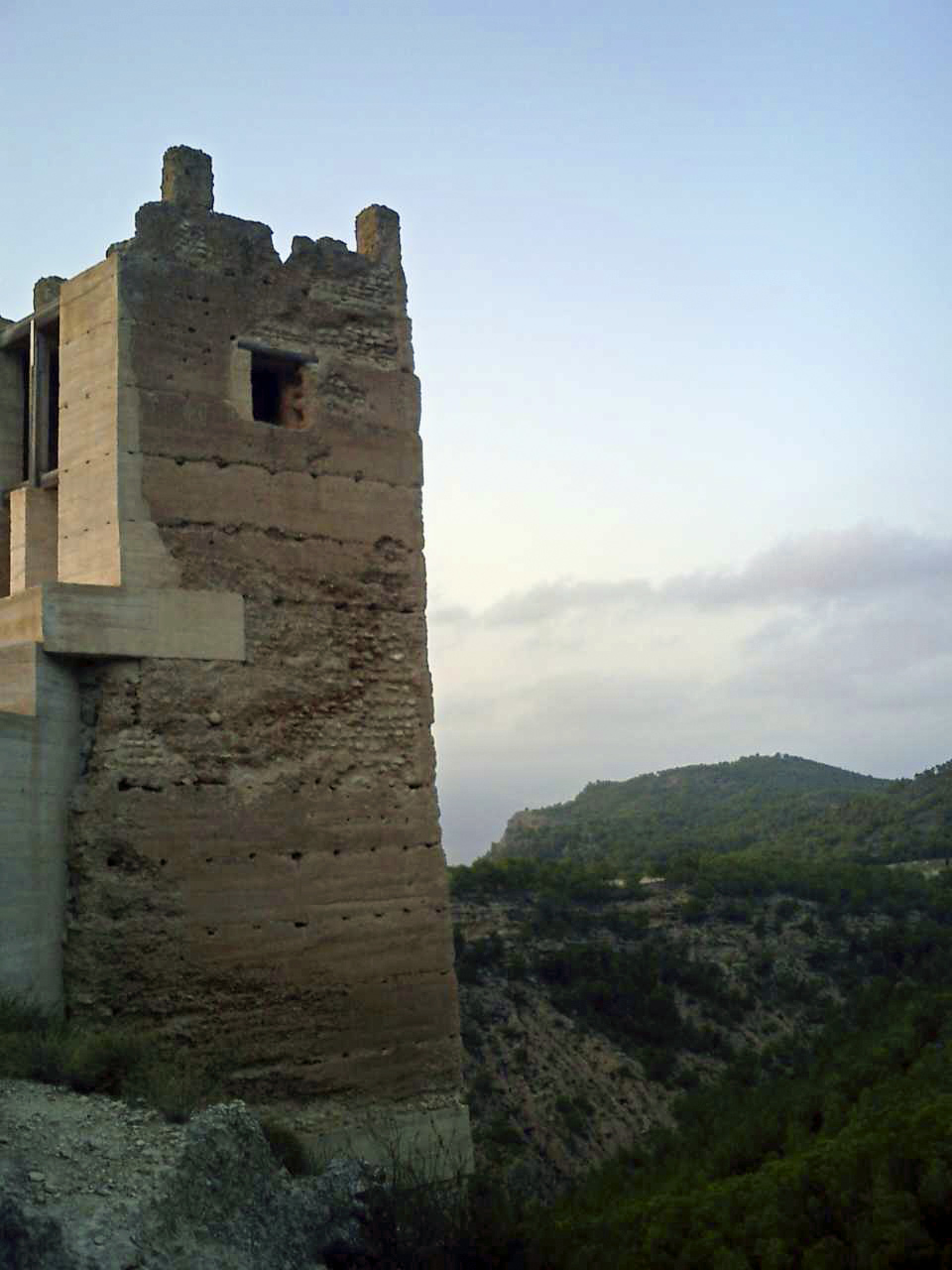
Вежа замку в Плієго